# Rockwell-MBB X-31
De Rockwell-MBB X-31 is een experimenteel gevechtsvliegtuig, ook wel X-vliegtuig genoemd, ontwikkeld in een samenwerkingsverband tussen de V.S. en Duitsland. Het werd gebouwd in de fabrieken van Rockwell International en Messerschmitt-Bölkow-Blohm in het kader van het Enhanced Fighter Maneuverability programma, om te experimenteren met stuwstraalbesturing in een gevechtsvliegtuig.
Stuwstraalbesturing zorgt er bij de X-31 voor dat het toestel kan vliegen in een andere richting dan waarin de neus wijst. Hierdoor heeft de X-31 meer mogelijkheden om te manoeuvreren dan conventionele gevechtsvliegtuigen. Een geavanceerd flight control-systeem zorgt voor gecontroleerde vlucht, ook bij hoge invalshoeken, waarbij gewone toestellen zouden overtrekken.

## Ontwikkeling
Er werden twee X-31's gebouwd, die samen meer dan 500 testvluchten hebben uitgevoerd tussen 1990 en 1995. Bijzondere kenmerken waren vaste langsspanten aan de achterkant aan weerszijden van de romp, geen horizontale staart, computergestuurde canards vooraan en een verticale stabilisator met roer. Stampen en gieren doet de X-31 met de stuwstraalbesturing gevormd door drie van grafiet-epoxy gemaakte bladen die de stuwstraal kunnen beïnvloeden. Ze kunnen een temperatuur van 1.500 °C weerstaan. De fly-by-wire-eigenschappen van het vliegtuig in combinatie met de stuwstraalbesturing zorgen voor de stabiliteit en manoeuvreerbaarheid, zelfs zo sterk dat men in simulaties heeft aangetoond dat het toestel ook zou kunnen vliegen zonder de staartvin.

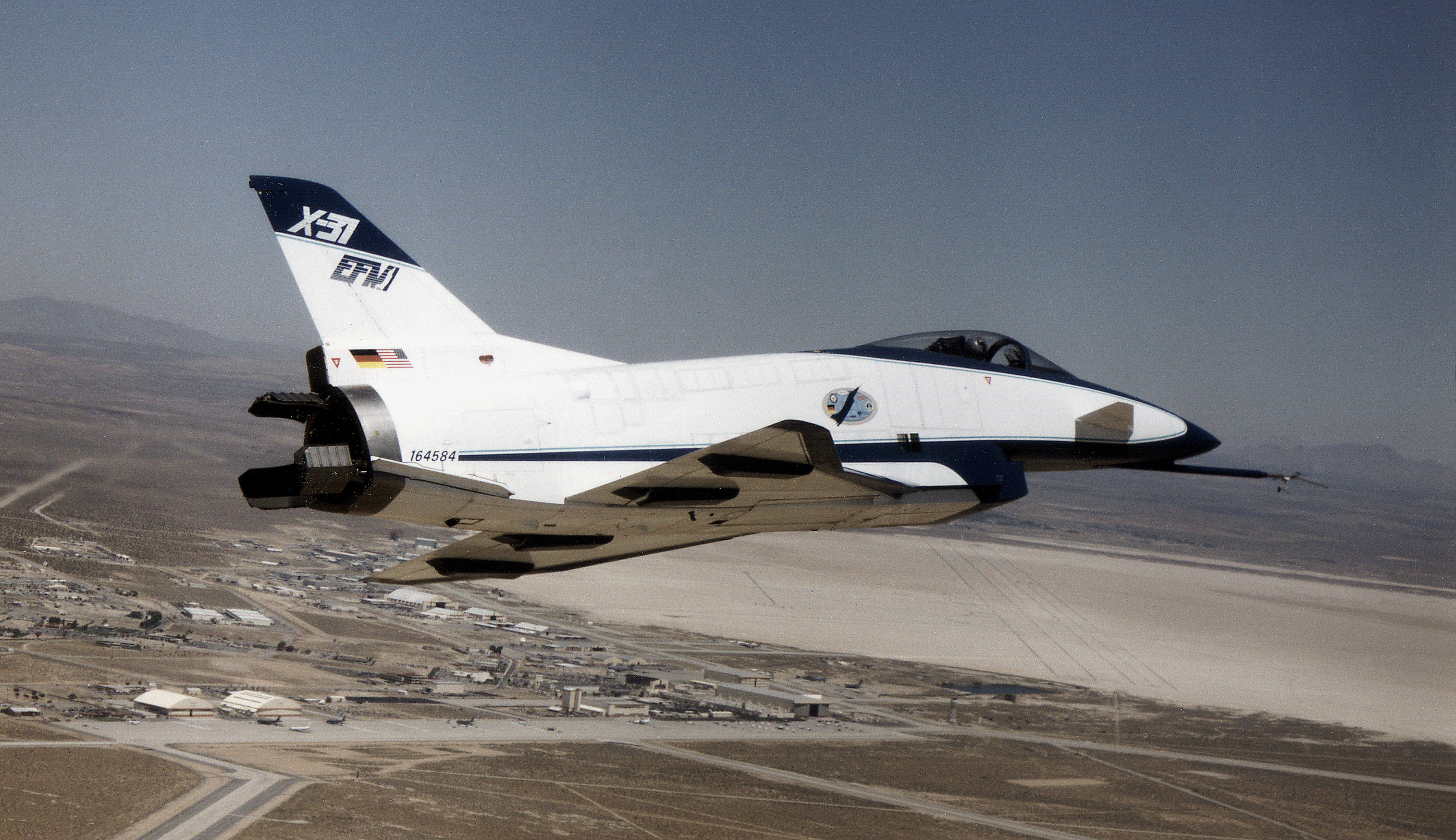
De X-31 met duidelijk zichtbare stuwstraalrichters.

Tijdens verschillende testvluchten bereikte de X-31 meerdere mijlpalen: op 6 november 1992 lukte het om met een invalshoek van 70° een gecontroleerde vlucht uit te voeren. Op 29 april 1993 slaagde de tweede X-31 erin een zeer korte 180° draai te maken op snelheid in een post-stall-manoeuvre: dit wil zeggen een manoeuvre die vanwege overtrekken niet door een "gewoon" toestel uitgevoerd kan worden. Deze revolutionaire manoeuvre wordt ook wel de Herbst-manoeuvre genoemd, naar Dr. Wolfgang Herbst, een werknemer bij MBB die dergelijke manoeuvres in luchtgevechten promootte. Herbst ontwierp ook de Rockwell SNAKE, die de basis voor de X-31 vormde.
De twee toestellen kregen de serienummers BuNo 164584 en BuNo 164585. De eerste maakte 67 vluchten en verongelukte op 19 januari 1995 ten noorden van Edwards Air Force Base, CA. Het tweede toestel maakte 292 vluchten en is tentoongesteld in het Oberschleißheim-museum (deel van het Deutsches Museum)

## Latere tests
Midden jaren 90 werd het project nieuw leven ingeblazen door de start van VECTOR met een investering van $53 miljoen om de eerdere investering te gelde te maken. VECTOR is een joint venture van de US Navy, het Duitse Bundesamt für Wehrtechnik und Beschaffung (BWB), Phantom Works van Boeing en de European Aeronautic Defence and Space Company in Ottobrunn, Duitsland. Als testlocatie gebruikte men Naval Air Station Patuxent River in Maryland.
In 2002 en 2003 werden met de X-31 extreem korte starts en landingen uitgevoerd eerst op een virtuele landingsbaan op 5.000 voet (ruim 1.500 m) om te zien of het traagheidsnavigatiesysteem/Global positioning system in staat was tot op een centimeter nauwkeurig het vliegtuig aan de grond te zetten. Men slaagde er uiteindelijk inderdaad in voor de eerste keer volkomen autonoom om een bemand toestel met een invalshoek van 24° en de korte landingsafstand aan de grond te zetten.

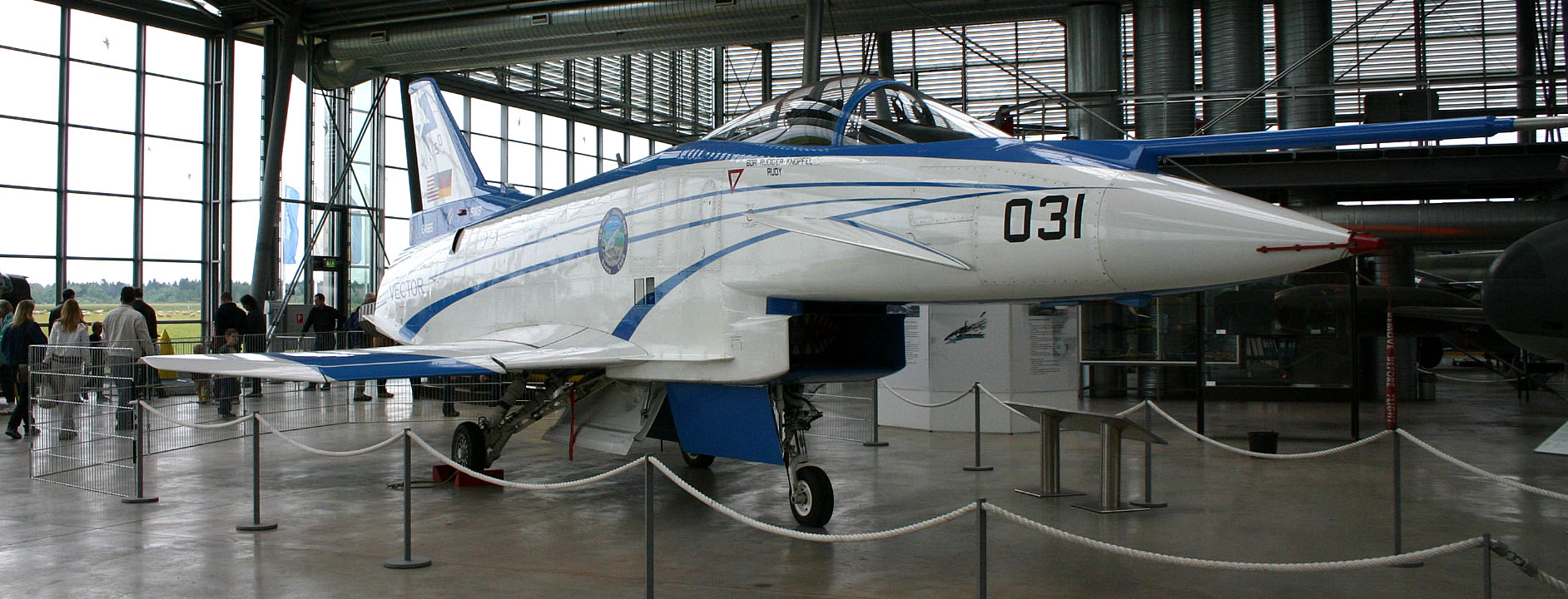
Voor-zijaanzicht van de X-31 in Oberschleißheim

Technologieën die daarvoor nodig waren onder andere een differentieel GPS-systeem gebaseerd op pseudolite-technologie van Integrinautics uit Californië en een geminiaturiseerd flush air datasysteem van Nordmico uit Duitsland.

## Fotogalerij
- Rockwell-MBB X-31 in volle vlucht

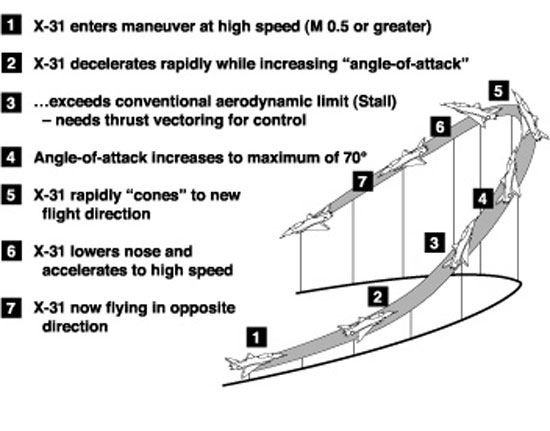
Het Herbst-manoeuvre schematisch
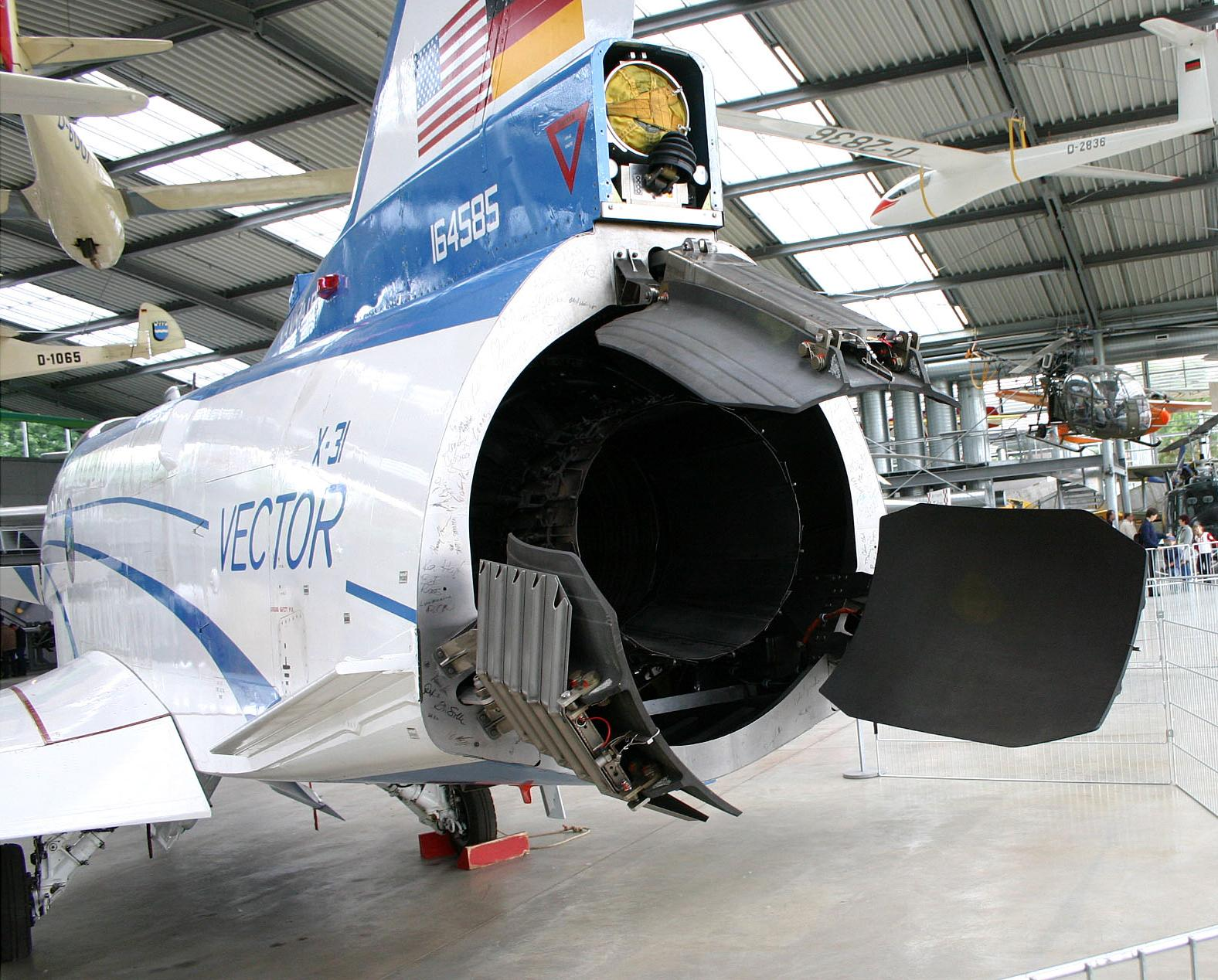
Achteraanzicht van de X-31 in Oberschleißheim

## Vergelijkbare vliegtuigen
- Grumman X-29
- Boeing X-32
- Lockheed Martin X-33